# The Power (2021, Corinna Faith)
The Power ist ein Horrorfilm von Corinna Faith, der seit 8. April 2021 im Vereinigten Königreich über den Video-on-Demand-Dienst Shudder verfügbar ist. Im Film spielt Rose Williams die Lernschwester Val, die während eines Stromausfalls in dem Krankenhaus, in dem sie arbeitet, eine mysteriöse Präsenz wahrnimmt.

## Handlung
Die junge Lernschwester Val tritt an einem kalten Januartag im Jahr 1974 ihre neue Arbeit im Royal Infirmary, einem Krankenhaus in East London, an. Es ist nicht das beste Haus, und die meisten Patienten kommen aus ärmlichen Verhältnissen. Weil die Bergleute streiken und es aufgrund der Stromsparmaßnahmen der Regierung immer wieder zu Ausfällen in der Energieversorgung kommt, werden die meisten Patienten aus dem Krankenhaus evakuiert. Nur einige komatöse, meist ältere, Patienten auf der Intensivstation und Neugeborene in den Inkubatoren bleiben zurück. Es gilt für Val, gemeinsam mit einigen wenigen anderen Pflegekräften, die für die „Dunkelschicht“ eingeteilt wurden, diese Patienten zu betreuen. 
Weil sie neu ist, getraut sie sich nicht zuzugeben, dass sie schreckliche Angst im Dunkeln hat. So irrt sie lediglich mit einem kleinen Licht ausgestattet für die Puls-, Temperatur- und Blutdruckkontrollen durch ihr unbekannte Korridore, die schon bei Tag wie ein Labyrinth wirken. Dabei beginnt sie seltsame Gerüche und Flüstergeräusche im Gebäude wahrzunehmen.

## Produktion
Der Titel und die darin erwähnte „Power“ nimmt einerseits auf die Stromausfälle Bezug, andererseits auf die Präsenz, die Val wahrnimmt und schließlich auch auf die Krankenhaushierarchie, in der sich die Lernkrankenschwester ganz unten wiederfindet und sich hierdurch einer Frauenfeindlichkeit ausgesetzt sieht, die in ihrer Monstrosität für sie beängstigender sein sollte, als die Schatten, vor denen sie sich fürchtet.
Regie führte Corinna Faith, die auch das Drehbuch schrieb. Anfang der 1970er Jahre, zur Zeit, in der Faith den Film spielen lässt, begrenzte die britische Tory-Regierung unter Premierminister Edward Heath die Stromversorgung für Verbraucher. Das Land musste Strom sparen, da es durch einen Streik der Bergleute, die eine Lohnerhöhung forderten, zu einem Engpass in der Versorgung kam. Auch wenn grundlegende Dienste für die Bürger, wie in Krankenhäusern angeboten, nicht von den Stromeinsparungen betroffen sein sollten, sah dies in der Praxis anders aus.
Die britische Schauspielerin Rose Williams, die vor allem durch ihre Rollen in den Fernsehserien Reign und Sanditon bekannt ist, spielt im Film Val. Es handelt sich um ihre erste Hauptrolle. Diveen Henry spielt Vals Vorgesetzte, Emma Rigby ihre Kollegin Barbara und Theo Barklem-Biggs den Nachtwächter Neville. Charlie Carrick spielt den charmanten Arzt Dr. Franklin und Shakira Rahman die sehr junge Patientin Saba.
Die Dreharbeiten fanden in einem leerstehenden psychiatrischen Krankenhaus in East London statt. Als Kamerafrau fungierte Laura Bellingham. Das Szenenbild stammt von Francesca Massariol.
Die Musik steuerten Max de Wardener und die britische Komponistin Elizabeth Bernholz bei, die meist unter dem Namen Gazelle Twin in Erscheinung tritt. Diese verwendet neben Synthesizer auch Bernholz' künstlich modulierte Stimme.
Am 8. April 2021 wurde The Power im Vereinigten Königreich in das Programm des Video-on-Demand-Dienstes Shudder aufgenommen, der zu AMC Networks gehört.

## Rezeption

### Kritiken
Der Film stieß bislang auf die Zustimmung von 84 Prozent von 55 ausgewerteten Kritiken bei Rotten Tomatoes.

### Auszeichnungen
British Independent Film Awards 2021
- Nominierung als Bester Nachwuchsproduzent (Rob Watson)[11]